# Англо-испанская война (1761—1763)
Англо-испанская война 1761—1763 годов — конфликт между Великобританией и Испанией в ходе Семилетней войны. Он начался в декабре 1761 года, и завершился с подписанием Парижского мира в феврале 1763 года.

## Предыстория
Когда в 1756 году Великобритания объявила войну Франции, Испания постаралась остаться нейтральной. Испанский министр иностранных дел Рикардо Уолл (ирландец по происхождению, до 1754 года был послом Испании в Лондоне) эффективно противодействовал имевшейся при мадридском дворе французской партии, стремившейся втянуть Испанию в войну на стороне Франции. Британия также пыталась втянуть Испанию в войну на своей стороне, предлагая Гибралтар в обмен за испанскую помощь в захвате Менорки, но и это было отвергнуто Мадридом.
Всё изменилось, когда испанский король Фернандо VI скончался в 1759 году, и престол унаследовал его младший брат Карлос III, бывший гораздо более амбициозным человеком.
В 1761 году казалось, что Франция проигрывает Великобритании. Испания страдала от действий английских приватиров в испанских водах, и требовала компенсаций. Опасаясь, что победа Британии над Францией приведёт к изменению баланса среди колониальных держав, Карл III подписал 25 августа так называемый «Семейный пакт» с Францией (и Испанией, и Францией управляли представители династии Бурбонов). Это привело к войне с Великобританией

## Боевые действия
Испания согласилась по просьбе Франции атаковать нейтральную Португалию, являвшуюся экономическим партнёром Великобритании. Франция надеялась, что это отвлечёт на себя английские силы, нацеленные на Францию. В мае 1762 года испанские войска вторглись в Португалию, и в августе взяли Алмейду. Это вынудило Великобританию отправить в Португалию 8 тысяч человек, однако более значительного эффекта не возымело.
Это, однако, дало англичанам возможность для атаки испанских колоний. 14 августа англичане взяли Гавану, а полтора месяца спустя — Манилу. Потеря столиц как Ост-Индии, так и Вест-Индии явилась серьёзным ударом для Испании. Попытки Британской Ост-Индской компании организовать вторжение в испанские южноамериканские владения оказались гораздо менее успешными.
Боевые действия прекратились с подписанием Парижского мира 1763 года.

## Итоги
По условиям Парижского мирного договора 1763 года Испания уступила Великобритании Флориду в обмен на возвращение захваченных в ходе войны Гаваны (Куба) и Манилы (Филиппинские острова), а Франция уступила Испании Западную Луизиану.